# Course à mort
Pour les articles homonymes, voir Course à la mort (homonymie).
Pour plus de détails, voir Fiche technique et Distribution.
Course à mort (The Last Chase) est un film de science fiction dystopique canado-américain réalisé par Martyn Burke, sorti en 1981. Le film met en vedette Lee Majors, Burgess Meredith et Chris Makepeace dans un scénario futuriste sur un ancien pilote de course qui remonte sa vieille Porsche et conduit en Californie dans un monde où les voitures et les véhicules à moteur de toutes sortes ont été interdits par les pouvoirs en place.

## Synopsis
En 2011, les États-Unis sont un état policier. Un pourcentage important de la population a été anéanti par une pandémie virale dévastatrice 20 ans plus tôt. Au milieu du chaos et de la panique générale qui en ont résulté, la démocratie s’est effondrée et une cabale totalitaire s’est emparée du pouvoir. Après avoir déplacé le siège du gouvernement à Boston, la nouvelle dictature a interdit la propriété et l’utilisation de toutes les automobiles, bateaux et avions, sous prétexte (plus tard prouvé faux) qu’une crise encore plus grande, l’épuisement des approvisionnements en combustibles fossiles, était imminente. La perte d’autres libertés personnelles a suivi, et des caméras de surveillance surveillent désormais chaque mouvement des citoyens.
À Boston, Franklyn Hart (Lee Majors), un ancien pilote de voiture de course qui a perdu sa famille à cause de la peste, est un porte-parole du système de transport en commun. Publiquement, il déplore l’égoïsme de la propriété d’un véhicule privé et exalte les vertus du transport en commun; en privé, il est à peine capable de contenir son mépris pour la bureaucratie oppressive et autocratique et la ligne de parti lamentable qu’il est obligé de promouvoir.
Des années auparavant, alors que des véhicules privés étaient confisqués, Hart avait séquestré sa voiture de course – une Porsche 917 CAN-AM orange – dans un compartiment secret sous son sous-sol. Au cours des années qui ont suivi, il l’a progressivement restauré, pillant les dépotoirs abandonnés la nuit pour en dérober des pièces. Il se donner pour objectif de conduire à travers le pays vers la « Californie libre », un territoire indépendant qui s’est séparé du reste de l’Amérique totalitaire. Le jeune fantaisiste de l’électronique Ring McCarthy (Chris Makepeace) comprend le plan de Hart, et Hart accepte à contrecœur de l’amener dans son périlleux voyage.
Le système de surveillance détecte Hart sautant la clôture d'une cour de vieux métaux; Hart et McCarthy fuient Boston alors que la police se rapproche. Bien que l’essence n’ait pas été vendue depuis plus de 20 ans, Hart accède au carburant résiduel restant au fond des réservoirs de stockage souterrains dans toutes les stations-service abandonnées du pays en utilisant une pompe portative pour se ravitailler à partir de ces réservoirs au besoin.
La nouvelle de l’aventure audacieuse du duo se répand à travers le pays. Le gouvernement, représenté par une figure dictatoriale nommée Hawkins (George Touliatos), regarde avec une inquiétude croissante le public prendre note et applaudir le défi de Hart à l’autorité. Pour la première fois depuis deux décennies, des appels au retour à l’autonomie personnelle et à la démocratie se font entendre. Hart doit être arrêté; mais la poursuite au sol est impossible, car les voiturettes de golf électriques utilisées par la police sont incapables de poursuivre une voiture de course.
Hawkins ordonne à J.G. Williams (Burgess Meredith), un pilote de l’armée de l’air à la retraite, de traquer et de détruire Hart et sa voiture à bord d'un vieux F-86 Sabre de la guerre de Corée. Il localise et mitraille la voiture, blessant Hart qui est recueilli, avec McCarthy, par une communauté de rebelles armés. Ceux derniers cachent la voiture et soigne les blessures de Hart. Une équipe de mercenaires localise et attaque bientôt l’enclave, bien que Hart et McCarthy s’échappent pendant la fusillade.
De retour sur la route ouverte, Williams a une fois de plus le roadster dans son viseur; mais a maintenant des doutes. En tant que vieux rebelle lui-même, il commence à s’identifier à Hart. Poussé par Hawkins, Williams initie plusieurs autres confrontations, mais à chaque fois il recule, à la perplexité de Hart et McCarthy. McCarthy monte un récepteur radio et écoute les communications radio du cockpit de Williams, puis établit un dialogue avec lui en utilisant le code Morse via un projecteur tenu à la main. Finalement, Williams confie qu’il est sympathique à leur cause.
Mais Hawkins surveille également les communications radio de Williams et après avoir appris son changement de cœur, ordonne l’activation d’un canon laser de l’époque de la guerre froide à une position en avance sur la route de Hart. Williams tente d’avertir Hart, mais ses communications radio ont été brouillées. Williams libère ses réservoirs de carburant externes devant la voiture, espérant que le brasier arrêtera la voiture avant la portée du canon; mais Hart, qui assume que Williams a changé d’allégeance encore une fois, décide de foncer.
Williams mitraille le laser, mais ne peut en percer sa lourde armure; il se sacrifie donc dans une attaque kamikaze, détruisant son jet et l’installation laser. Son sacrifice permet à Hart et McCarthy de se diriger vers la Californie où ils sont accueillis comme des héros.

## Fiche technique
- Titre original : The Last Chase
- Réalisation : Martyn Burke
- Scénario : A. Roy Moore, Christopher Crowe (en)
- Production : Argosy Films, Gene Slott Productions, Canadian Film Development Corporation
- Durée : 101 minutes
- Date de sortie : 1981

## Distribution
- Lee Majors : Franklyn Hart (VF: Laurent Hilling)
- Burgess Meredith : Captaine J.G. Williams
- Chris Makepeace : Ring McCarthy
- Alexandra Stewart : Eudora
- Diane D'Aquila : Santana (VF: Geneviève Taillade)
- George Touliatos : Hawkins
- Harvey Atkin : Jud (VF: Frédéric Girard)
- Ben Gordon : Morely
- Hugh Webster : Fetch (VF: Frédéric Girard)
- Deborah Burgess : Rawlston
- Trudy Young : Mrs. Hart
- Moses Znaimer : Journaliste (VF: Frédéric Girard)
- Doug Lennox : Captaine
- Paul Amato : Soldat au barrage (VF: Jean-Louis Faure)
- Warren Van Evera : Policier de New York